# Koryto (województwo świętokrzyskie)
Koryto – wieś w Polsce położona w województwie świętokrzyskim, w powiecie kazimierskim, w gminie Czarnocin.
| SIMC    | Nazwa      | Rodzaj    |
| ------- | ---------- | --------- |
| 0235890 | Parcelacja | część wsi |

W latach 1975–1998 miejscowość administracyjnie należała do województwa kieleckiego.
Nazwa wsi pochodzi od nazwiska Mikołaja Korytkowskiego, który osiedlił się tam prawdopodobnie w XVI wieku, lub od jej położenia geograficznego (dolina).
Miejscowość ta jest związana z działalnością braci polskich. Józef Szymański w przewodniku „Szlakiem braci polskich” wspomina o odbywających się we wsi ponurzeniach ariańskich. Ponurzenie było przyjęciem chrztu przez braci polskich po osiągnięciu pełnoletniości. Chrzest w niemowlęctwie uznawany był za przymuszenie do narzuconego wyznania.